# Karl Emonts
Karl Emonts (* 14. Oktober 1889 in Eupen; † 23. Juli 1959 in Ensen) war ein deutscher Politiker (USPD, KPD, SPD, KPD).

## Leben
Emonts ergriff den Beruf eines Bankangestellten. Vor dem Ersten Weltkrieg war er Mitglied der Sozialdemokratischen Partei Deutschlands (SPD).
Bei Kriegsende (?) wurde Emonts Vorsitzender des Allgemeinen Verbandes der deutschen Bankangestellten. Zu dieser Zeit gehörte er der Unabhängigen Sozialdemokratischen Partei Deutschlands (USPD) an.
Am 30. Juni 1919 wurde Emonts auf Anzeige der Garde-Kavallerie-Schützen-Division wegen des Vorwurfs, sich an kommunistischer Umsturztätigkeit beteiligt zu haben, verhaftet. Er floh aus der Haft, als er erfuhr, dass die Staatsanwaltschaft plante, ihn in das britisch besetzte Gebiet im Westen des Landes zu überführen, wo ihm ein Kriegsgericht wegen politischer Vergehen drohte. In der Folge hielt er sich verborgen, bis die Staatsanwaltschaft im Juni 1920 den gegen ihn ergangenen Haftbefehl und das dazugehörige Ermittlungsverfahren einstellte.
1919 oder 1920 trat Emonts zur Kommunistischen Partei Deutschlands (KPD) über. Im selben Jahr wurde er in den Berliner Magistrat gewählt.
1924 wurde Emonts wegen seiner Ablehnung der Politik der KPD-Führung eine Zellenbildung innerhalb der Gewerkschaften zu betreiben, aus der Partei ausgeschlossen. Er kehrte nun einige Jahre zur SPD zurück.
Kurz nach dem Machtantritt der Nationalsozialisten im Frühjahr 1933 wurde Emonts im Februar 1933 in Haft genommen. Zuvor hatte er noch einen Wahlaufruf des Internationalen Sozialistischen Kampfbundes für die Reichstagswahl vom 5. März 1933 unterzeichnet. Nachdem er Mitte Mai desselben Jahres wieder frei gekommen war, ging er nach Belgien, wo er als politischer Flüchtling anerkannt wurde. Er ließ sich in seiner Geburtsstadt Eupen – die Region Eupen-Malmedy war bis 1919 deutsch gewesen, 1919 aber durch den Versailler Vertrag Belgien zugeschlagen worden – nieder. Er fand eine Anstellung in der dortigen Buchhandlung eines Cousins.
Bis 1933 Sekretär war er Sekretär des Gewerkschaftsbundes der Angestellten in Berlin.
1934 wurde Emonts wieder in die KPD aufgenommen. Ab 1937 engagierte er sich in der Deutschen Volksfront und der Deutschen Freiheitspartei. In Deutschland wurde er derweil ausgebürgert und vom Reichssicherheitshauptamt – das ihn irrtümlich in Großbritannien vermutete – als Staatsfeind eingestuft und auf die Sonderfahndungsliste G.B. gesetzt, ein Verzeichnis von Personen, die im Fall einer erfolgreichen Invasion und Besetzung der britischen Insel durch die deutsche Wehrmacht von den Besatzungstruppen nachfolgenden Sonderkommandos der SS mit Priorität ausfindig gemacht und verhaftet werden sollten.
In seinem Haus in Eupen – dieses befand sich im belgisch-deutschen Grenzgebiet – baute Emonts im Einvernehmen mit Willy Münzenberg eine Kurierstation auf, von der aus die Einschmuggelung von antinationalsozialistischen Schriften und Büchern – insbesondere die Freiheitsbriefe der Freiheitspartei – in das Reichsgebiet durchgeführt wurde.
Im Oktober 1937 wurde Emonts aufgrund seiner Annäherung an bürgerliche Oppositionskreise und die Freiheitspartei von der Exil-KPD um Walter Ulbricht aus der Partei ausgeschlossen. Ein mit Heinrich Mann und Georg Bernhard besetztes Schiedsgericht erkannte die Freiheitspartei demgegenüber als Teil der Anti-Hitler-Opposition an und wies die von Ulbricht gegen Emonts erhobenen Vorwürfe ab.
1939 ging Emonts nach Brasilien, von wo er 1947 nach Belgien zurückkehrte.

## Ehe
Emonts war verheiratet mit Charlotte Bauer. Sie verblieb 1933 zunächst in Berlin. 1935 wurde sie wegen des Verdachtes, sich an der Fortführung der verbotenen Gewerkschaftsarbeit beteiligt zu haben, verhaftet. Das Verfahren wurde aus Mangel an Beweisen eingestellt. Sie kam aber wegen Devisenvergehen für 1 Jahr ins Gefängnis.